# Пауэлл, Алвас
Алвас Элвис Пауэлл (англ. Alvas Elvis Powell; род. 18 июля 1994, Денверс-Пен, Ямайка) — ямайский футболист, защитник клуба «Цинциннати» и сборной Ямайки.

## Клубная карьера
Пауэлл начал карьеру в клубе «Портмор Юнайтед», в котором провёл два сезона.
В июне 2013 года Пауэлл перешёл на правах аренды в американский «Портленд Тимберс». 4 августа 2013 года в матче против канадского «Ванкувер Уайткэпс» Алвас дебютировал в MLS. Летом 2014 года Пауэлл провёл несколько матчей на правах аренды за клуб USL Pro «Сакраменто Рипаблик». 31 августа года в поединке против «Ванкувер Уайткэпс» он забил свой первый гол за «Тимберс». В 2015 году Алвас помог команде впервые в истории завоевать Кубок MLS.
27 декабря 2018 года Пауэлл был приобретён клубом-новичком MLS «Цинциннати» за $250 тыс. общих распределительных средств. За новообразованную франшизу MLS он дебютировал в её первом матче, в поединке стартового тура сезона 2019 против «Сиэтл Саундерс» 2 марта.
19 ноября 2019 года на Драфте расширения MLS Пауэлл был выбран клубом «Интер Майами». 1 марта 2020 года он участвовал в дебютном матче новой франшизы в лиге, соперником в котором был «Лос-Анджелес». По окончании сезона 2020 «Интер Майами» не продлил контракт с Пауэллом.
26 января 2021 года Пауэлл присоединился к клубу чемпионата Судана «Аль-Хиляль», подписав контракт до конца сезона с опцией продления ещё на один год.
10 июня 2021 года Пауэлл вернулся в MLS, подписав на правах свободного агента однолетний контракт с клубом «Филадельфия Юнион». За «Юнион» он дебютировал 23 июня в матче против «Коламбус Крю», заменив в компенсированное время второго тайма Оливье Байзо. По окончании сезона 2021 срок контракта Пауэлла с «Филадельфией Юнион» истёк.
17 декабря 2021 года Пауэлл как свободный агент вернулся в «Цинциннати», подписав контракт до конца сезона 2022 с опцией продления на сезон 2023.

## Международная карьера
11 декабря 2012 года в товарищеском матче против сборной Мартиники Пауэлл дебютировал за сборную Ямайки.
В 2014 году Алвас помог сборной выиграть Карибский кубок. На турнире он сыграл в матчах против команд Антигуа и Барбуды, Гаити и Мартиники.
В том же году Алвас стал серебряным призёром Золотого кубка КОНКАКАФ. На турнире он сыграл в матче против команды Сальвадора.
В 2017 году Пауэлл во второй раз подряд стал серебряным призёром Золотого кубка КОНКАКАФ. На турнире он сыграл в матчах против команд Кюрасао, Сальвадора, Канады, США и дважды Мексики.
Пауэлл был включён в состав сборной Ямайки на Золотой кубок КОНКАКАФ 2019.

## Достижения
Командные
 «Портленд Тимберс»
- Обладатель Кубка MLS — 2015

Международные
 Ямайка
- Карибский кубок — 2014
- Золотой кубок КОНКАКАФ — 2015
- Золотой кубок КОНКАКАФ — 2017